# كارل فريدريش ألكسندر
كارل فريدريش ألكسندر (بالألمانية: Karl Friedrich Alexander) (و. 1925 – م) هو فيزيائي، وأستاذ جامعي من ألمانيا . ولد في برلين .

## مناصب وهيئات
أدار جامعة دريسدن التقنية، وجامعة لايبتزغ.

## جوائز
حصل على جوائز منها:
- الجائزة الوطنية لجمهورية ألمانيا الديمقراطية
- ترتيب الاستحقاق الوطني الفضي.